# Campeonato Gaúcho de Futebol de 2010 - Segunda Divisão
O Campeonato Gaúcho - Segunda Divisão 2010 (atual Divisão de Acesso) foi a 54ª edição da Segunda Divisão Gaúcha e contou com a participação de vinte e seis clubes do estado.

## Cronograma
A competição será disputada em cinco fases:
- A primeira será classificatória. As equipes serão distribuídas em três chaves e os seis primeiros de cada uma delas avançam à próxima fase. Os jogos serão em turno e returno.
- Na segunda etapa, os times previamente classificados serão distribuídos em novamente em três chaves, desta vez de seis clubes cada. Novamente depois de partidas em turno e returno, as duas primeiras equipes equipes de cada chave e mais os dois melhores terceiros colocados se classificarão à fase semifinal da competição.
- A fase semifinal reunirá as equipes advindas da segunda fase e as colocará em dois gupos de quatro times cada. Os dois primeiros colocados de cada chave se credenciarão para disputar a fase final da competição.
- Na fase final, as quatro equipes restantes formarão um única chave. Os dois clubes mais bem colocados nesta fase serão promovidos ao Campeonato Gaúcho de Futebol de 2011.

Estes dois clubes disputarão uma partida extra para definir o campeão e o vice da competição.

## Participantes
| Equipe             | Município             | Em 2009                | Estádio                     | Capacidade |
| ------------------ | --------------------- | ---------------------- | --------------------------- | ---------- |
| 14 de Julho        | Santana do Livramento | 19º                    | João Martins                | 5.000      |
| Aimoré             | São Leopoldo          | 10º                    | Cristo Rei                  | 10.000     |
| Atlético Carazinho | Carazinho             | 21º                    | Paulo Coutinho              | 5.000      |
| Bagé               | Bagé                  | 9º                     | Pedra Moura                 | 10.000     |
| Brasil             | Farroupilha           | 7º                     | Castanheiras                | 5.000      |
| Brasil             | Pelotas               | 16º (Primeira Divisão) | Bento Freitas               | 18.000     |
| Cerâmica           | Gravataí              | 3º lugar               | Vieirão                     | 1.000      |
| Cruzeiro           | Porto Alegre          | 16º                    | Estrelão                    | 1.500      |
| Farroupilha        | Pelotas               | 20º                    | Nicolau Fico                | 5.000      |
| Garibaldi          | Garibaldi             | Não Participou         | Alcides Santa Rosa          | 4.000      |
| Gaúcho             | Passo Fundo           | Não Participou         | Carlos Bebber               | 2.000      |
| Glória             | Vacaria               | 6º                     | Altos da Glória             | 8.000      |
| Guarani            | Venâncio Aires        | Não Participou         | Edmundo Feix                | 4.000      |
| Guarany            | Bagé                  | 15º                    | Estrela D'Alva              | 10.000     |
| Guarany            | Camaquã               | Não Participou         | Coronel Sílvio Luz          | 3.000      |
| Juventus           | Santa Rosa            | Não Participou         | Carlos Denardin             | 3.200      |
| Lajeadense         | Lajeado               | 14º                    | Florestal                   | 5.000      |
| Milan              | Júlio de Castilhos    | 22º                    | Miguel Wairich Filho        | 1.000      |
| Panambi            | Panambi               | 5º                     | Complexo Esportivo Piratini | 2.400      |
| Passo Fundo        | Passo Fundo           | Não Participou         | Vermelhão da Serra          | 15.000     |
| Rio Grande         | Rio Grande            | 18º                    | Arthur Lawson               | 3.000      |
| Riograndense       | Santa Maria           | 4º lugar               | Eucaliptos                  | 4.000      |
| Santo Ângelo       | Santo Ângelo          | 13º                    | Zona Sul                    | 8.000      |
| São Paulo          | Rio Grande            | 12º                    | Aldo Dapuzzo                | 8.000      |
| Sapucaiense        | Sapucaia do Sul       | 15º (Primeira Divisão) | Arthur Mesquita Dias        | 2.500      |
| Três Passos        | Três Passos           | 8º                     | Luiz de Medeiros            | 3.000      |

## Competição

### Primeira fase

#### Chave 1
| Classificação | Classificação      | Classificação | Classificação | Classificação | Classificação | Classificação | Classificação | Classificação | Classificação |
| Time | Time               | PG            | J             | V             | E             | D             | GP            | GC            | SG            |
| --- | ------------------ | ------------- | ------------- | ------------- | ------------- | ------------- | ------------- | ------------- | ------------- |
| 1 | São Paulo          | 23            | 14            | 7             | 2             | 5             | 16            | 12            | +4            |
| 2 | Bagé               | 21            | 14            | 6             | 3             | 5             | 20            | 17            | +3            |
| 3 | Guarany de Bagé    | 21            | 14            | 5             | 6             | 3             | 16            | 11            | +5            |
| 4 | Rio Grande         | 19            | 14            | 5             | 4             | 5             | 18            | 16            | +2            |
| 5 | 14 de Julho        | 19            | 14            | 4             | 7             | 3             | 20            | 19            | +1            |
| 6 | Guarany de Camaquã | 18            | 14            | 4             | 6             | 4             | 18            | 15            | +3            |
| 7 | Brasil de Pelotas  | 16            | 14            | 3             | 7             | 4             | 19            | 18            | +1            |
| 8 | Farroupilha        | 13            | 14            | 4             | 1             | 9             | 18            | 37            | -19           |
| PG – Pontos ganhos; J – Jogos; V - Vitórias; E - Empates; D - Derrotas; GP – Gols pró; GC – Gols contra; SG – Saldo de gols |                    |               |               |               |               |               |               |               |               |

|  |                                   |
|  | Classificados para a próxima fase |

#### Chave 2
| Classificação | Classificação      | Classificação | Classificação | Classificação | Classificação | Classificação | Classificação | Classificação | Classificação |
| Time | Time               | PG            | J             | V             | E             | D             | GP            | GC            | SG            |
| --- | ------------------ | ------------- | ------------- | ------------- | ------------- | ------------- | ------------- | ------------- | ------------- |
| 1 | Riograndense-SM    | 30            | 16            | 8             | 6             | 2             | 31            | 11            | 20            |
| 2 | Panambi            | 28            | 16            | 8             | 4             | 4             | 23            | 16            | 7             |
| 3 | Três Passos        | 27            | 16            | 8             | 3             | 5             | 25            | 20            | 5             |
| 4 | Passo Fundo        | 25            | 16            | 7             | 4             | 5             | 29            | 20            | 9             |
| 5 | Gaúcho             | 24            | 16            | 7             | 3             | 6             | 21            | 21            | 0             |
| 6 | Santo Ângelo       | 23            | 16            | 6             | 5             | 5             | 29            | 18            | 11            |
| 7 | Milan              | 19            | 16            | 5             | 4             | 7             | 21            | 29            | -8            |
| 8 | Juventus           | 15            | 16            | 4             | 3             | 9             | 19            | 37            | -18           |
| 9 | Atlético Carazinho | 8             | 16            | 2             | 2             | 12            | 8             | 34            | -26           |
| PG – Pontos ganhos; J – Jogos; V - Vitórias; E - Empates; D - Derrotas; GP – Gols pró; GC – Gols contra; SG – Saldo de gols |                    |               |               |               |               |               |               |               |               |

|  |                                   |
|  | Classificados para a próxima fase |

#### Chave 3
| Classificação | Classificação | Classificação | Classificação | Classificação | Classificação | Classificação | Classificação | Classificação | Classificação |
| Time | Time          | PG            | J             | V             | E             | D             | GP            | GC            | SG            |
| --- | ------------- | ------------- | ------------- | ------------- | ------------- | ------------- | ------------- | ------------- | ------------- |
| 1 | Glória        | 32            | 16            | 9             | 5             | 2             | 24            | 11            | 13            |
| 2 | Cruzeiro      | 26            | 16            | 7             | 5             | 4             | 21            | 15            | 6             |
| 3 | Cerâmica      | 25            | 16            | 6             | 7             | 3             | 18            | 18            | 0             |
| 4 | Brasil-FA     | 24            | 16            | 5             | 9             | 2             | 26            | 22            | 4             |
| 5 | Lajeadense    | 23            | 16            | 6             | 5             | 5             | 18            | 12            | 6             |
| 6 | Aimoré        | 19            | 16            | 5             | 4             | 7             | 19            | 25            | -6            |
| 7 | Guarani-VA    | 17            | 16            | 4             | 5             | 7             | 23            | 26            | -3            |
| 8 | Garibaldi     | 13            | 16            | 3             | 4             | 9             | 22            | 28            | -6            |
| 9 | Sapucaiense   | 13            | 16            | 3             | 4             | 9             | 16            | 30            | -14           |
| PG – Pontos ganhos; J – Jogos; V - Vitórias; E - Empates; D - Derrotas; GP – Gols pró; GC – Gols contra; SG – Saldo de gols |               |               |               |               |               |               |               |               |               |

|  |                                   |
|  | Classificados para a próxima fase |

### Segunda fase

#### Chave 4
| Classificação | Classificação      | Classificação | Classificação | Classificação | Classificação | Classificação | Classificação | Classificação | Classificação |
| Time | Time               | PG            | J             | V             | E             | D             | GP            | GC            | SG            |
| --- | ------------------ | ------------- | ------------- | ------------- | ------------- | ------------- | ------------- | ------------- | ------------- |
| 1 | Guarany de Bagé    | 19            | 10            | 6             | 1             | 3             | 16            | 10            | 6             |
| 2 | São Paulo          | 17            | 10            | 5             | 2             | 3             | 18            | 14            | 4             |
| 3 | Rio Grande         | 17            | 10            | 5             | 2             | 3             | 14            | 10            | 4             |
| 4 | Guarany de Camaquã | 16            | 10            | 5             | 1             | 4             | 15            | 16            | -1            |
| 5 | Bagé               | 14            | 10            | 4             | 2             | 4             | 17            | 14            | 3             |
| 6 | 14 de Julho        | 2             | 10            | 0             | 2             | 8             | 8             | 24            | -16           |
| PG – Pontos ganhos; J – Jogos; V - Vitórias; E - Empates; D - Derrotas; GP – Gols pró; GC – Gols contra; SG – Saldo de gols |                    |               |               |               |               |               |               |               |               |

|  |                                   |
|  | Classificados para a próxima fase |

#### Chave 5
| Classificação | Classificação   | Classificação | Classificação | Classificação | Classificação | Classificação | Classificação | Classificação | Classificação |
| Time | Time            | PG            | J             | V             | E             | D             | GP            | GC            | SG            |
| --- | --------------- | ------------- | ------------- | ------------- | ------------- | ------------- | ------------- | ------------- | ------------- |
| 1 | Riograndense-SM | 22            | 10            | 7             | 1             | 2             | 21            | 9             | 12            |
| 2 | Passo Fundo     | 17            | 10            | 5             | 3             | 2             | 11            | 8             | 3             |
| 3 | Panambi         | 14            | 10            | 4             | 2             | 4             | 13            | 12            | 1             |
| 4 | Três Passos     | 13            | 10            | 4             | 1             | 5             | 14            | 18            | -4            |
| 5 | Santo Ângelo    | 12            | 10            | 3             | 3             | 4             | 13            | 15            | -2            |
| 6 | Gaúcho          | 7             | 10            | 2             | 1             | 7             | 11            | 21            | -10           |
| PG – Pontos ganhos; J – Jogos; V - Vitórias; E - Empates; D - Derrotas; GP – Gols pró; GC – Gols contra; SG – Saldo de gols |                 |               |               |               |               |               |               |               |               |

|  |                                   |
|  | Classificados para a próxima fase |

#### Chave 6
| Classificação | Classificação | Classificação | Classificação | Classificação | Classificação | Classificação | Classificação | Classificação | Classificação |
| Time | Time          | PG            | J             | V             | E             | D             | GP            | GC            | SG            |
| --- | ------------- | ------------- | ------------- | ------------- | ------------- | ------------- | ------------- | ------------- | ------------- |
| 1 | Brasil-FA     | 18            | 10            | 5             | 3             | 2             | 13            | 10            | 3             |
| 2 | Lajeadense    | 18            | 10            | 5             | 3             | 2             | 12            | 8             | 4             |
| 3 | Cruzeiro      | 17            | 10            | 5             | 2             | 3             | 14            | 10            | 4             |
| 4 | Glória        | 16            | 10            | 5             | 1             | 4             | 17            | 12            | 5             |
| 5 | Aimoré        | 11            | 10            | 3             | 2             | 5             | 10            | 12            | -2            |
| 6 | Cerâmica      | 4             | 10            | 1             | 1             | 8             | 8             | 22            | -14           |
| PG – Pontos ganhos; J – Jogos; V - Vitórias; E - Empates; D - Derrotas; GP – Gols pró; GC – Gols contra; SG – Saldo de gols |               |               |               |               |               |               |               |               |               |

|  |                                   |
|  | Classificados para a próxima fase |

### Terceira fase

#### Chave 7
| Classificação | Classificação   | Classificação | Classificação | Classificação | Classificação | Classificação | Classificação | Classificação | Classificação |
| Time | Time            | PG            | J             | V             | E             | D             | GP            | GC            | SG            |
| --- | --------------- | ------------- | ------------- | ------------- | ------------- | ------------- | ------------- | ------------- | ------------- |
| 1 | Brasil-FA       | 10            | 6             | 3             | 1             | 2             | 9             | 8             | 1             |
| 2 | Cruzeiro        | 8             | 6             | 2             | 2             | 2             | 9             | 8             | 1             |
| 3 | Guarany de Bagé | 8             | 6             | 2             | 2             | 2             | 6             | 7             | -1            |
| 4 | Riograndense-SM | 7             | 6             | 2             | 1             | 3             | 7             | 8             | -1            |
| PG – Pontos ganhos; J – Jogos; V - Vitórias; E - Empates; D - Derrotas; GP – Gols pró; GC – Gols contra; SG – Saldo de gols |                 |               |               |               |               |               |               |               |               |

|  |                                   |
|  | Classificados para a próxima fase |

#### Chave 8
| Classificação | Classificação | Classificação | Classificação | Classificação | Classificação | Classificação | Classificação | Classificação | Classificação |
| Time | Time          | PG            | J             | V             | E             | D             | GP            | GC            | SG            |
| --- | ------------- | ------------- | ------------- | ------------- | ------------- | ------------- | ------------- | ------------- | ------------- |
| 1 | Lajeadense    | 16            | 6             | 5             | 1             | 0             | 12            | 3             | 9             |
| 2 | São Paulo     | 9             | 6             | 3             | 0             | 3             | 6             | 8             | -2            |
| 3 | Rio Grande    | 4             | 5             | 1             | 1             | 3             | 3             | 7             | -4            |
| 4 | Passo Fundo   | 2             | 5             | 0             | 2             | 3             | 4             | 7             | -3            |
| PG – Pontos ganhos; J – Jogos; V - Vitórias; E - Empates; D - Derrotas; GP – Gols pró; GC – Gols contra; SG – Saldo de gols |               |               |               |               |               |               |               |               |               |

|  |                                   |
|  | Classificados para a próxima fase |

OBS: Devido ao fato de Rio Grande e Passo Fundo já estarem sem chances de classificação na última rodada, a FGF decidiu cancelar a partida entre eles, evitando assim que os clubes fossem onerados com custos desnecessários.

### Quarta fase
| Classificação | Classificação | Classificação | Classificação | Classificação | Classificação | Classificação | Classificação | Classificação | Classificação |
| Time | Time          | PG            | J             | V             | E             | D             | GP            | GC            | SG            |
| --- | ------------- | ------------- | ------------- | ------------- | ------------- | ------------- | ------------- | ------------- | ------------- |
| 1 | Lajeadense    | 10            | 6             | 3             | 1             | 2             | 9             | 5             | 4             |
| 2 | Cruzeiro      | 10            | 6             | 3             | 1             | 2             | 7             | 8             | -1            |
| 3 | Brasil-FA     | 8             | 6             | 2             | 2             | 2             | 11            | 11            | 0             |
| 4 | São Paulo     | 5             | 6             | 1             | 2             | 3             | 4             | 7             | -3            |
| PG – Pontos ganhos; J – Jogos; V - Vitórias; E - Empates; D - Derrotas; GP – Gols pró; GC – Gols contra; SG – Saldo de gols |               |               |               |               |               |               |               |               |               |

|  |                                                                        |
|  | Classificados para a final e credenciados a disputar o Gauchão de 2011 |

### Final
| 23 de junho | Cruzeiro | 1 - 1 | Lajeadense   | Estrelão, Porto Alegre                                                  |
| 15:00       | Jô 25'   |       | 49' Bruninho | Árbitro: Anderson Daronco Auxiliares: Alduino Mocelin e Renata Schaefer |

| - Cruzeiro: Fábio; Alex, Tiago, Sandro e Patrola; Leandro Nunes (Diego Costa), Almir, Faísca e Diego Torres (Matheus Foguinho); Alex Goiano (Macedo) e Jô. Técnico: Ben-Hur Pereira. - Lajeadense: Gallas; Rudiero, Bergamin, Gabriel e Castiano (Marquinhos); Cris Beato, Serginho, Mateus e Bruninho; Robert (Juninho Laguna) e Maycon (Piccinini). Técnico: Luiz Freire. |

| 26 de junho | Lajeadense | 0 - 3 | Cruzeiro                                       | Florestal, Lajeado                                                                                        |
| 20:30       |            |       | 61' Diego Torres · 76' Almir · 81' Alex Goiano | Árbitro: Márcio Chagas da Silva Auxiliares: Alexandre Antônio Pruinelli Kleiniche e Antônio Cézar Padilha |

| - Lajeadense: Gallas, Serginho, Bergamin, Gabriel e Castiano; Mateus, Rudiero, Bruninho e Marquinhos (Piccinini); Robert e Maycon (Lucas). Técnico: Luiz Freire. - Cruzeiro: Fábio, Alex, Sandro, Tiago e Patrola; Nunes (Cláudio), Almir, Faísca e Alex Goiano (Maxwall); Diego Torres (Diego Costa) e Jô. Técnico: Ben-Hur Pereira. |

## Campeão
| Campeonato Gaúcho - Segunda Divisão de 2010 |
| ------------------------------------------- |
| CRUZEIRO Campeão (1º título)                |